# Kasteel van Steenhuize
Het Kasteel van Steenhuize is een kasteel in Steenhuize-Wijnhuize (Herzele). Het huidige kasteel werd gebouwd in 1626 door Jeanne de Richadot op de funderingen van een oude burcht. In 1978 werd het kasteel aangekocht door de familie Van Waeyenberge, een uit Steenhuize afkomstige familie van industriëlen. Zij renoveerden het kasteel grondig tussen 1982 en 1988. In het kasteelpark bevindt zich ook een imposante duiventoren, later gebruikt als orangerie. Het domein bevat ook meerdere mooi aangelegde vijvers. Het kasteel is niet toegankelijk voor publiek.

## Afbeeldingen

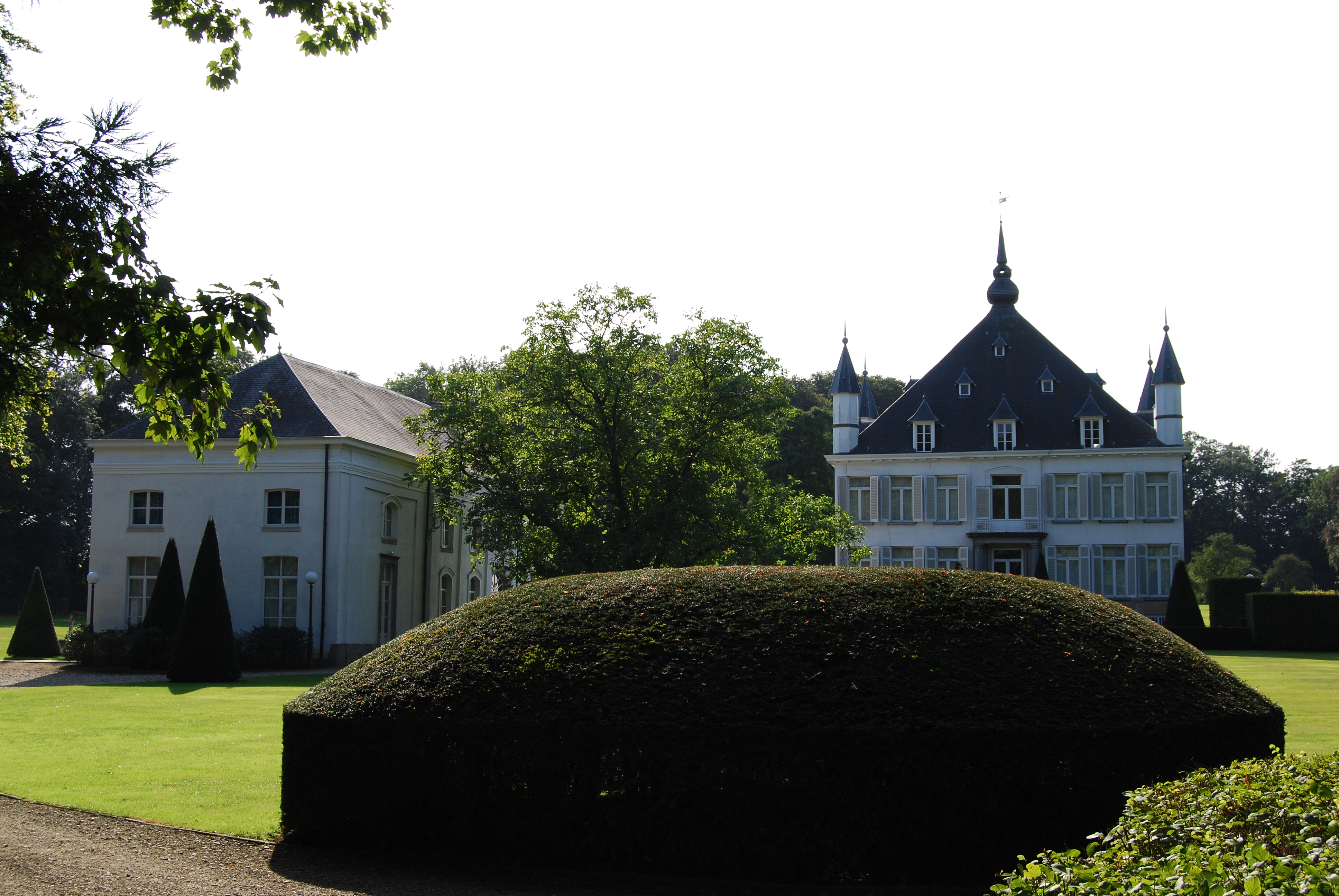
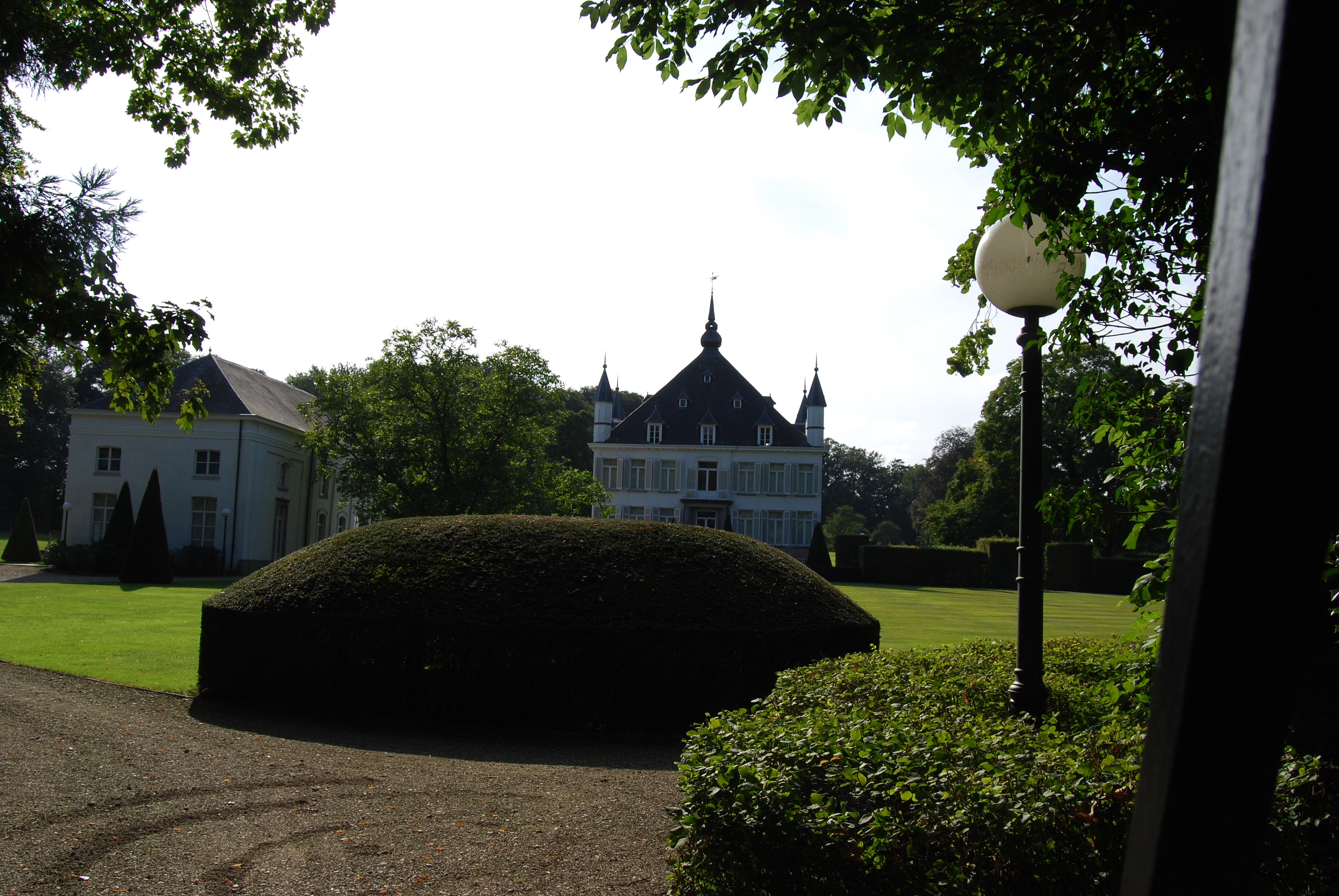
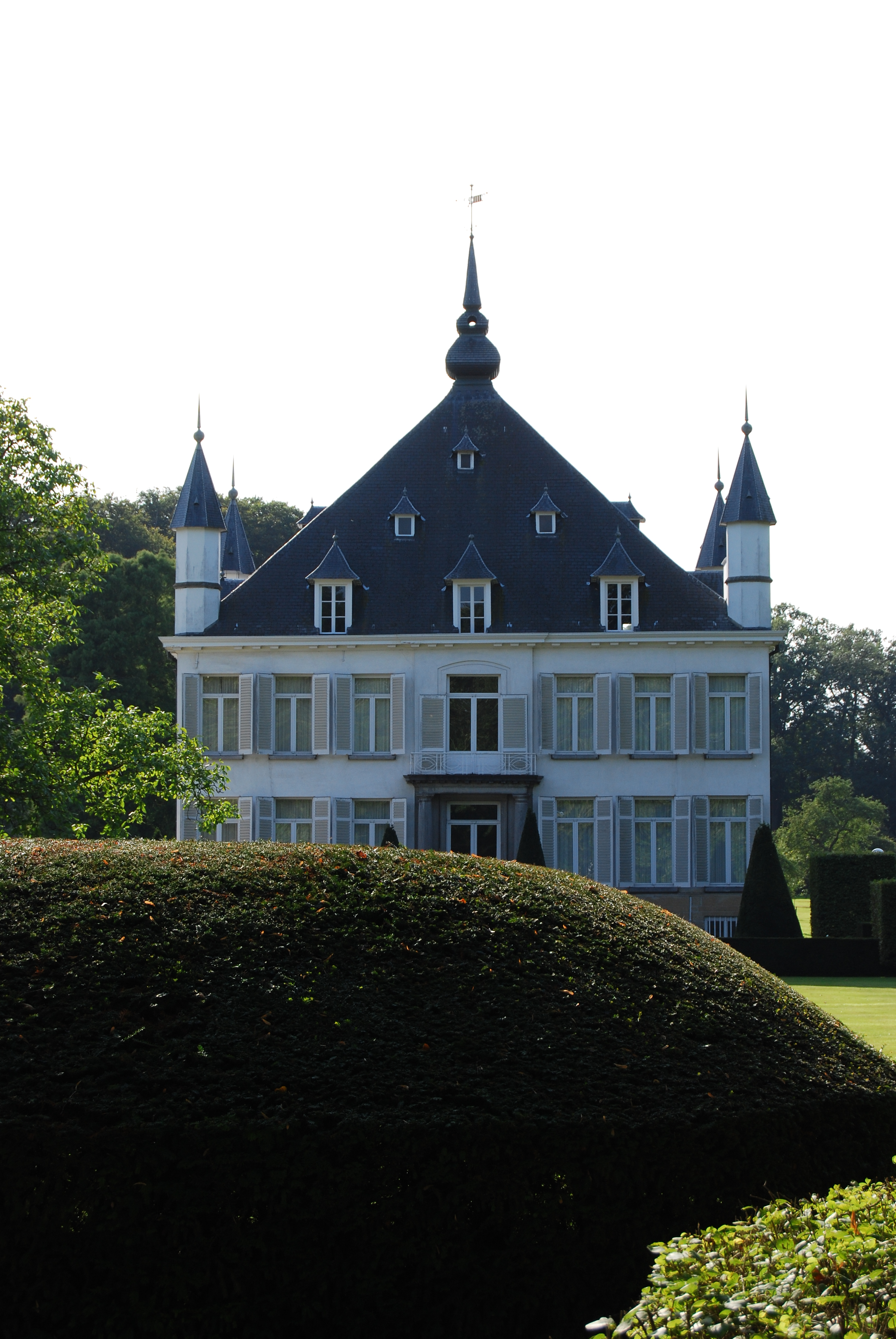